# Rofenhöfe
Die Bergbauernhöfe der Rotte Rofen, häufig auch Rofenhöfe genannt, liegen auf einer Höhe von 2011 m ü. A. und etwa einen Kilometer westlich, und 114 Meter höher, von Vent in den Ötztaler Alpen, im österreichischen Bundesland Tirol. Wie auch Vent selbst, bilden die Höfe einen Teil der Gemeinde Sölden im Ötztal. Sie sind die höchstgelegenen dauerbesiedelten Bergbauernhöfe Österreichs.

## Geschichte
Der Name Rofen ist ein Flurname für das ganze Tal und geht auf rätoromanisch rovina (‚Mure‘) zurück, welches aber seinerseits vorrömischen Ursprungs ist.
Besiedelt wurde das Gebiet im 13. Jahrhundert über das Niederjoch vom Schnalstal aus. Nach der Überlieferung wurden Hirten in einem Frühherbst von starkem Schnee überrascht, sodass eine Rückkehr über das auf 3010 Metern gelegene Joch nicht mehr möglich war. So entstand eine erste Ansiedlung am Ort der Rofenhöfe durch Schafhirten, die notgedrungen einfache Hütten zur Überwinterung errichten mussten. Urkundlich zuerst nachgewiesen wurde der Rofenhof 1280. Eigentumsgrenzen legten die Grafen von Tirol mit Residenz in Meran fest. Von 1348 bis 1803 hatten die Rofenhöfe eigene Rechte durch einen Schutzbrief von Ludwig dem Brandenburger, einem Gegner von Ulrich von Lenzburg, in jener Zeit Bischof von Chur. Zu diesen Rechten zählte neben Steuerfreiheit auch eine eigene Gerichtsbarkeit, die zu Bozen gehörte.
Die Sage, dass in der ersten Hälfte des 15. Jahrhunderts die Rofenhöfe kurzzeitig zu einem bedeutsamen Schauplatz in der Geschichte Tirols wurden, weil der tirolische Herzog Friedrich IV. hier einen seiner Zufluchtsorte gefunden habe, in denen er sich verbergen musste, nachdem er auf dem Konzil von Konstanz von König Sigismund geächtet worden war, wird immer noch erzählt. Historisch richtig ist, dass Friedl mit der leeren Tasche über den Reschenpass nach Meran floh, wie er in einem Schreiben an den Pfarrer Johann auf Tirol selber berichtete.
Im Jahr 1940 waren die Höfe einer der Drehorte einer Verfilmung des Romans Die Geier-Wally von Wilhelmine von Hillern, in dem Heidemarie Hatheyer eine Hauptrolle spielte.
Heute dienen die Höfe in erster Linie Bergsteigern als Unterkunft im Sommer. Von dort führt die Materialseilbahn zur Breslauer Hütte. Internationale Bedeutung hat die dort betriebene Zucht von Haflingerpferden. Die Höfe befinden sich im Besitz der Familie Klotz. Einem ihrer Vorfahren, Leander Klotz, gelang es, die Wildspitze (höchster Berg der Ötztaler Alpen), 1848 zuerst zu besteigen.

## Bildergalerie: Rofen und das untere Rofental

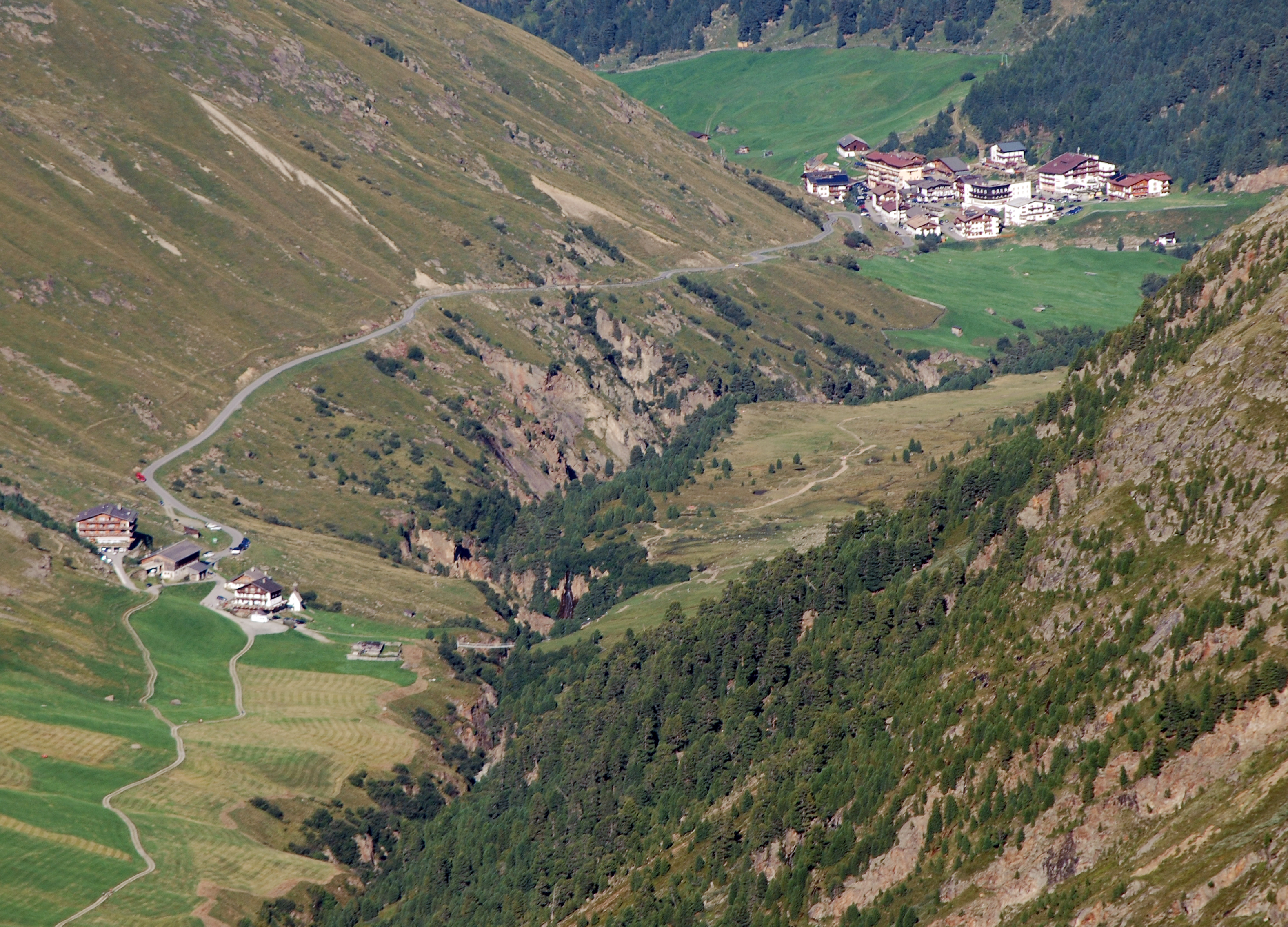
Blick auf die Rofenhöfe (links) und Vent
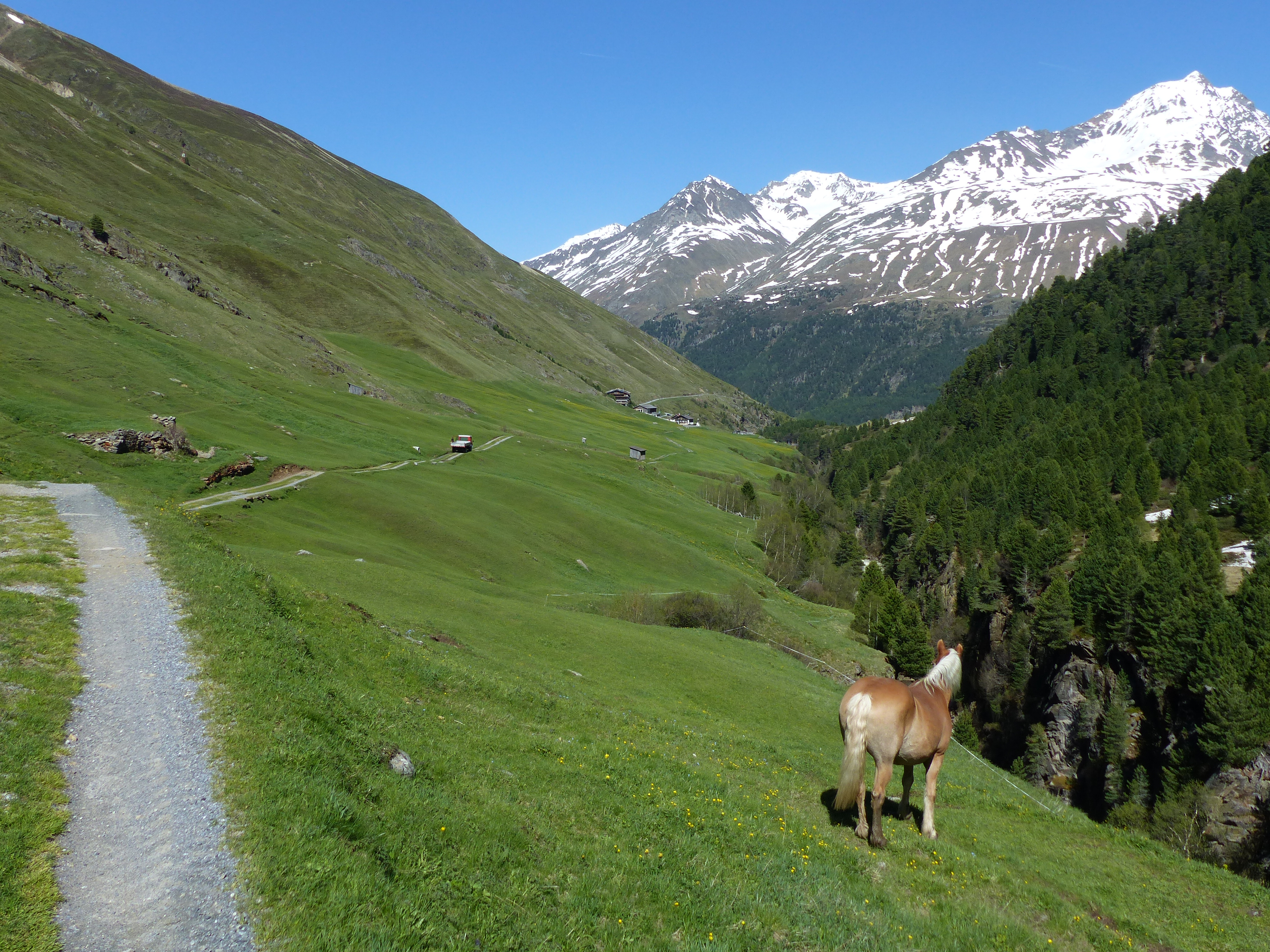
Blick auf die Rofenhöfe
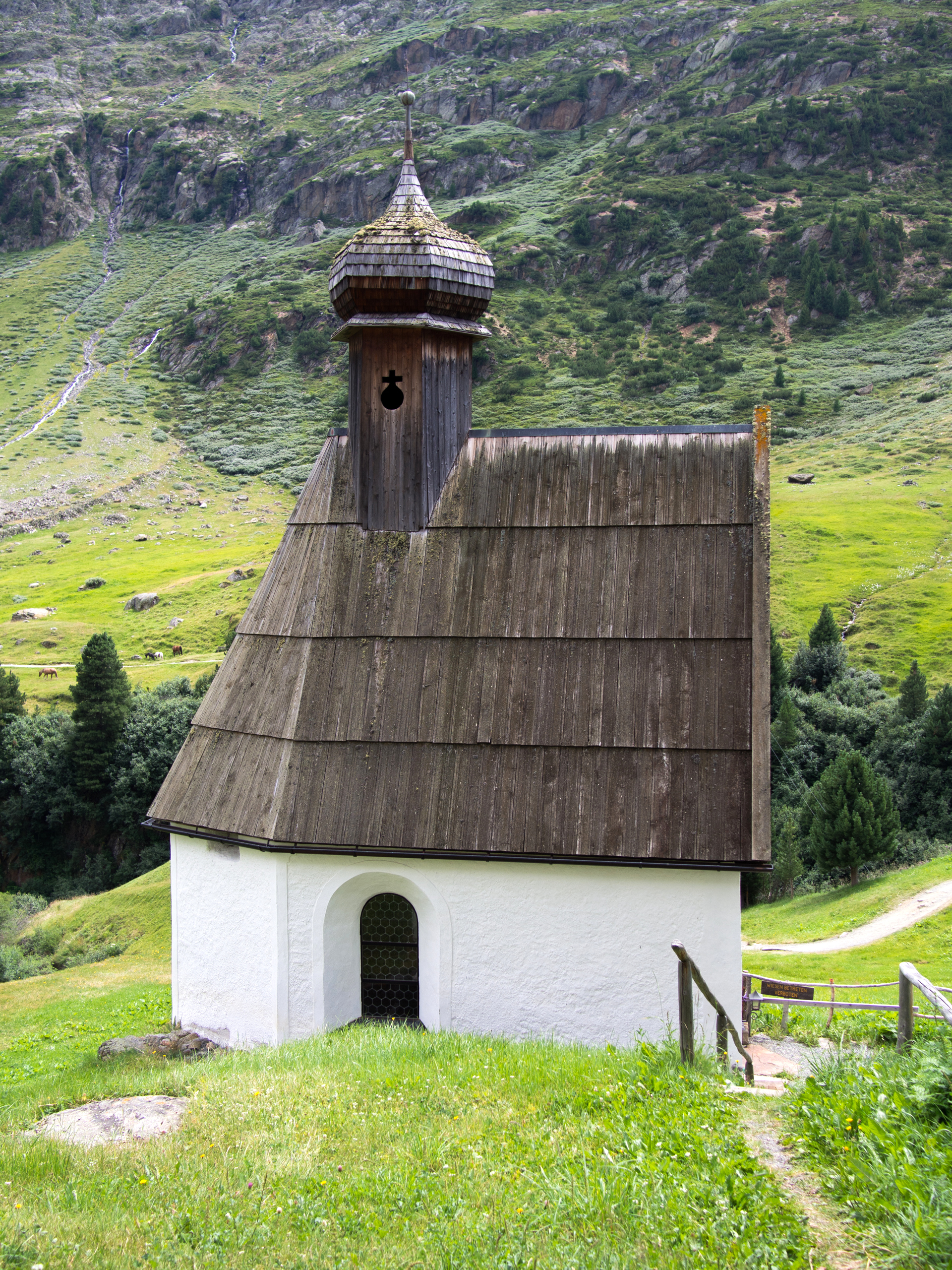
Kapelle hl. Theresia
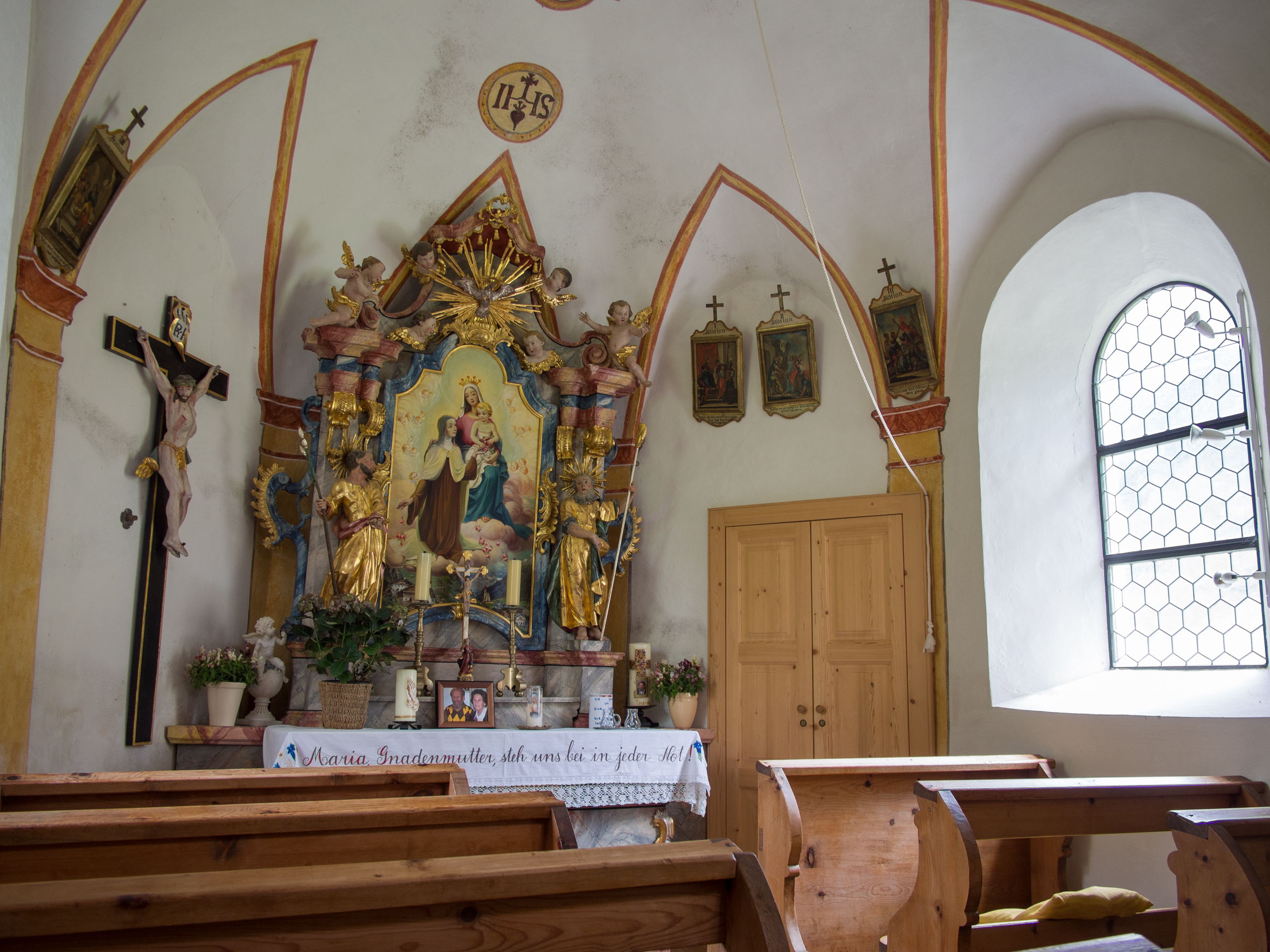
Innenansicht der Kapelle
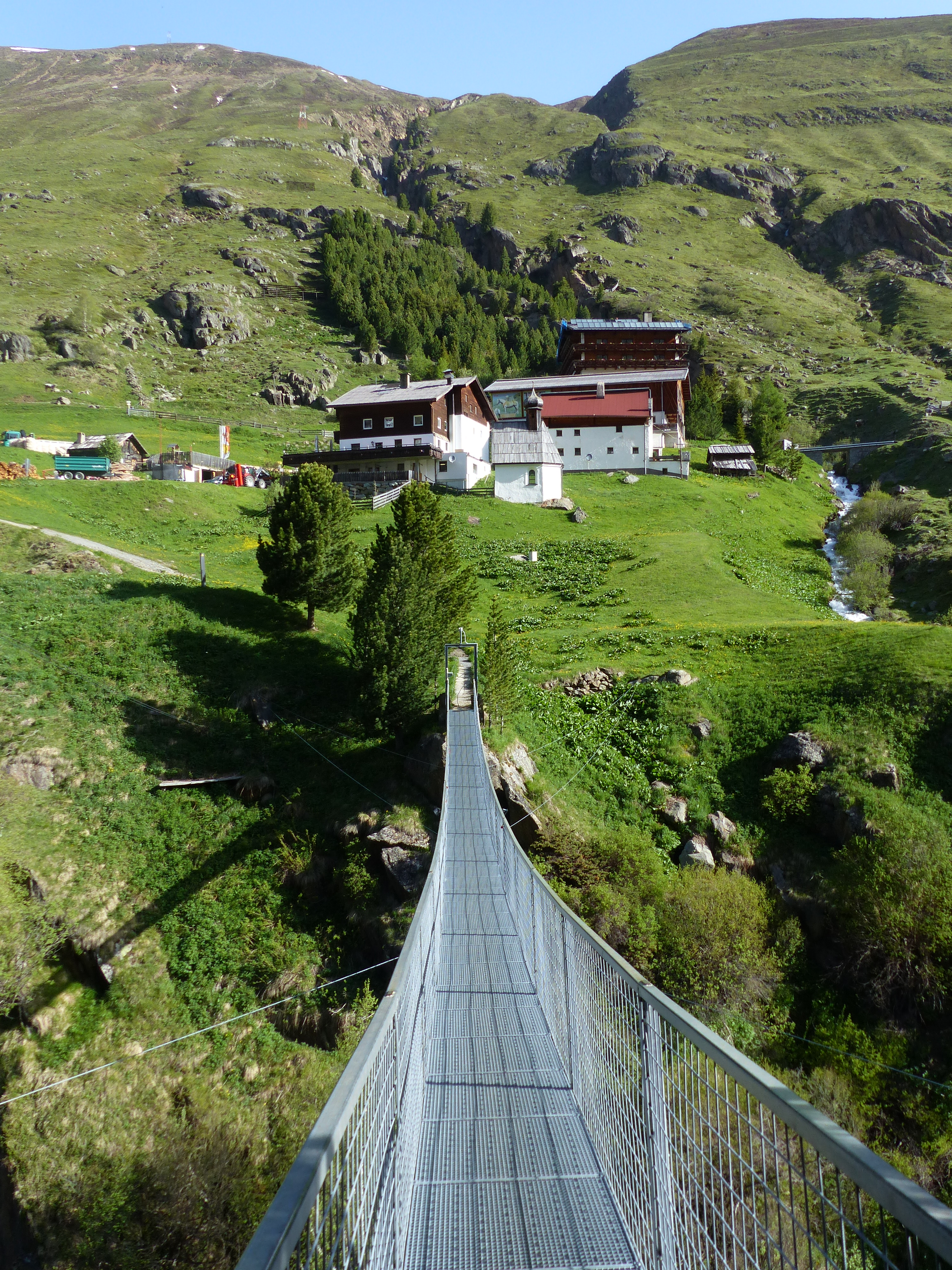
Rofen von der Hängebrücke über die Rofenache

## Das Rofental

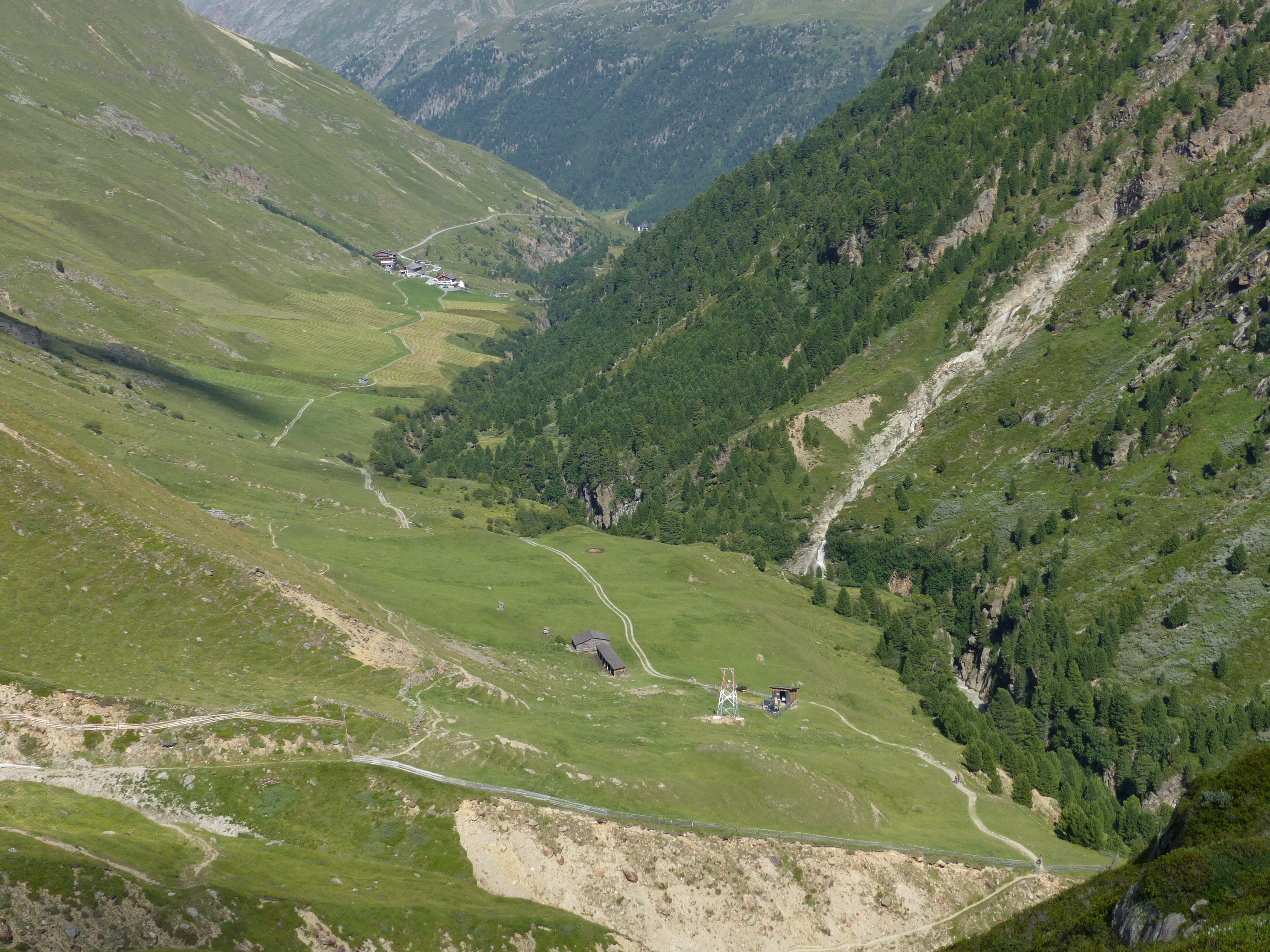
Das Rofental mit den Rofenhöfen im Hintergrund

Das Rofental, das Tal der Rofenache, hat eine Länge von ca. 10 km und ist ein Seitental des Venter Tals (selbst ein Seitental des Ötztals) bei der Ortschaft Vent. Die Rofenache entspringt am Hintereisferner unterhalb der Weißkugel (3739 m ü. A., auf der Staatsgrenze zu Italien).
In vergangenen Jahrhunderten kam es durch den vorgestoßenen Vernagtferner im Rofental mehrmals zu Aufstauungen, bei denen der Rofener Eissee entstand.
Im hinteren Rofental liegt das Hochjochhospiz, das über den nach dem Venter Bergführer Cyprian Granbichler benannten Bergpfad von Rofen in 2 Stunden erreicht werden kann. Von dort ist ein Übergang über das Hochjoch nach Kurzras im hinteren Schnalstal möglich. Weitere Wege führen zum Brandenburger Haus und zur Vernagthütte.
Im Sommer werden Teile des Rofentals von Schafen aus Südtirol beweidet, die dazu über das Hochjoch getrieben werden.